# Nunzio Ruta
Nunzio Ruta (Casalciprano, 28 giugno 1937) è un politico italiano.

## Biografia
Nato a Casalciprano nel 1937, ha militato politicamente nelle file della Democrazia Cristiana, partito con il quale è stato eletto più volte in consiglio comunale a Campobasso. Dal 1975 al 1980 fu sindaco di Campobasso. Eletto al Consiglio regionale del Molise, ricoprì l'incarico di presidente del consiglio dal gennaio 1988 al marzo 1990.